# Speedport

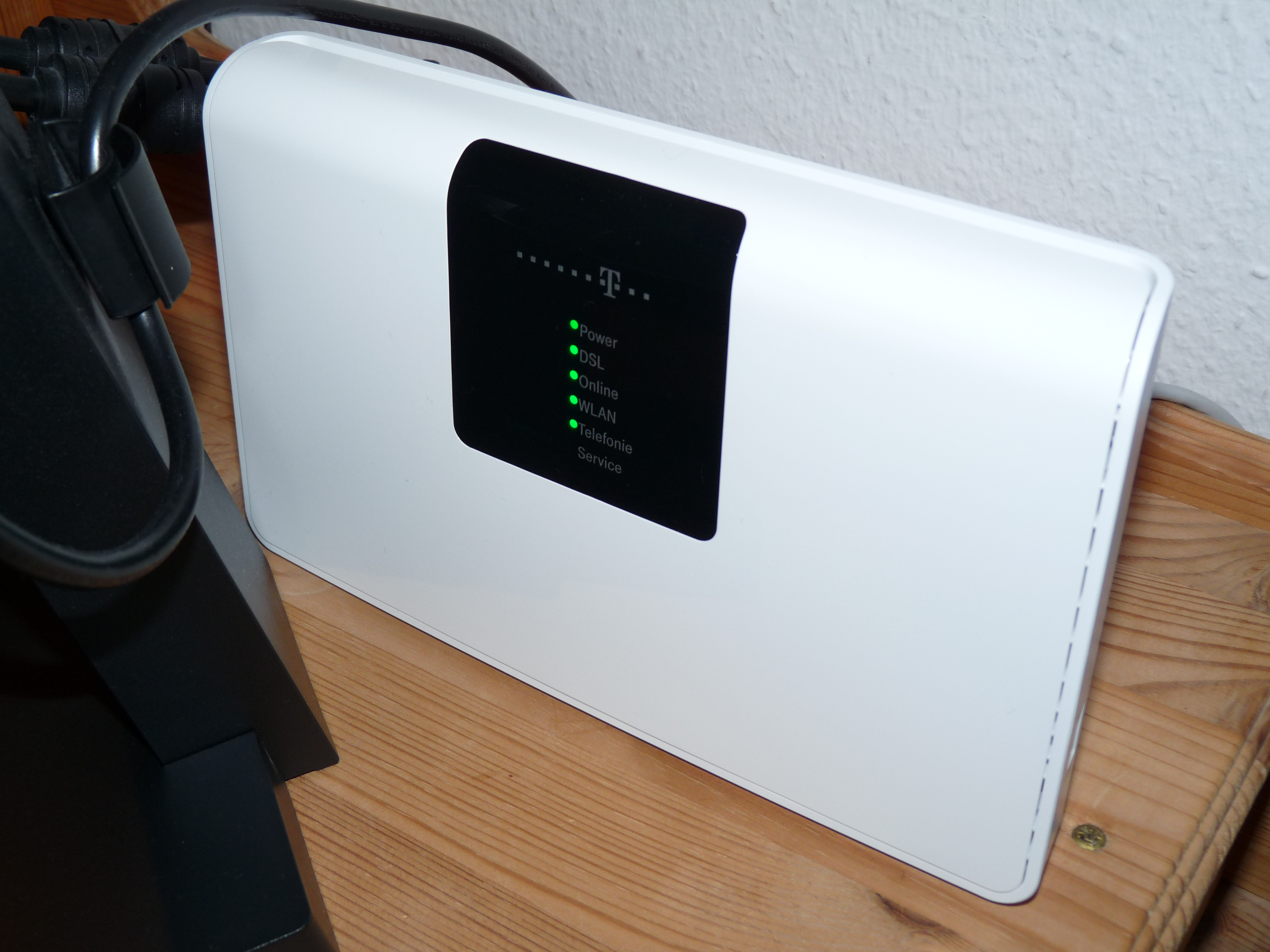
Speedport W 723V (Typ A)

Speedport ist die Bezeichnung für DSL-Zubehörprodukte der Deutschen Telekom (früher T-Home oder T-Com). Es handelt sich dabei um DSL-Modems, DSL-Router mit und ohne WLAN, WLAN-USB-Sticks und vereinzelt weitere Produkte wie Netzwerkkarten oder WLAN-Bridges. Alle Geräte sind OEM-Produkte, welche von anderen Herstellern für die Deutsche Telekom produziert werden.

## Modelle

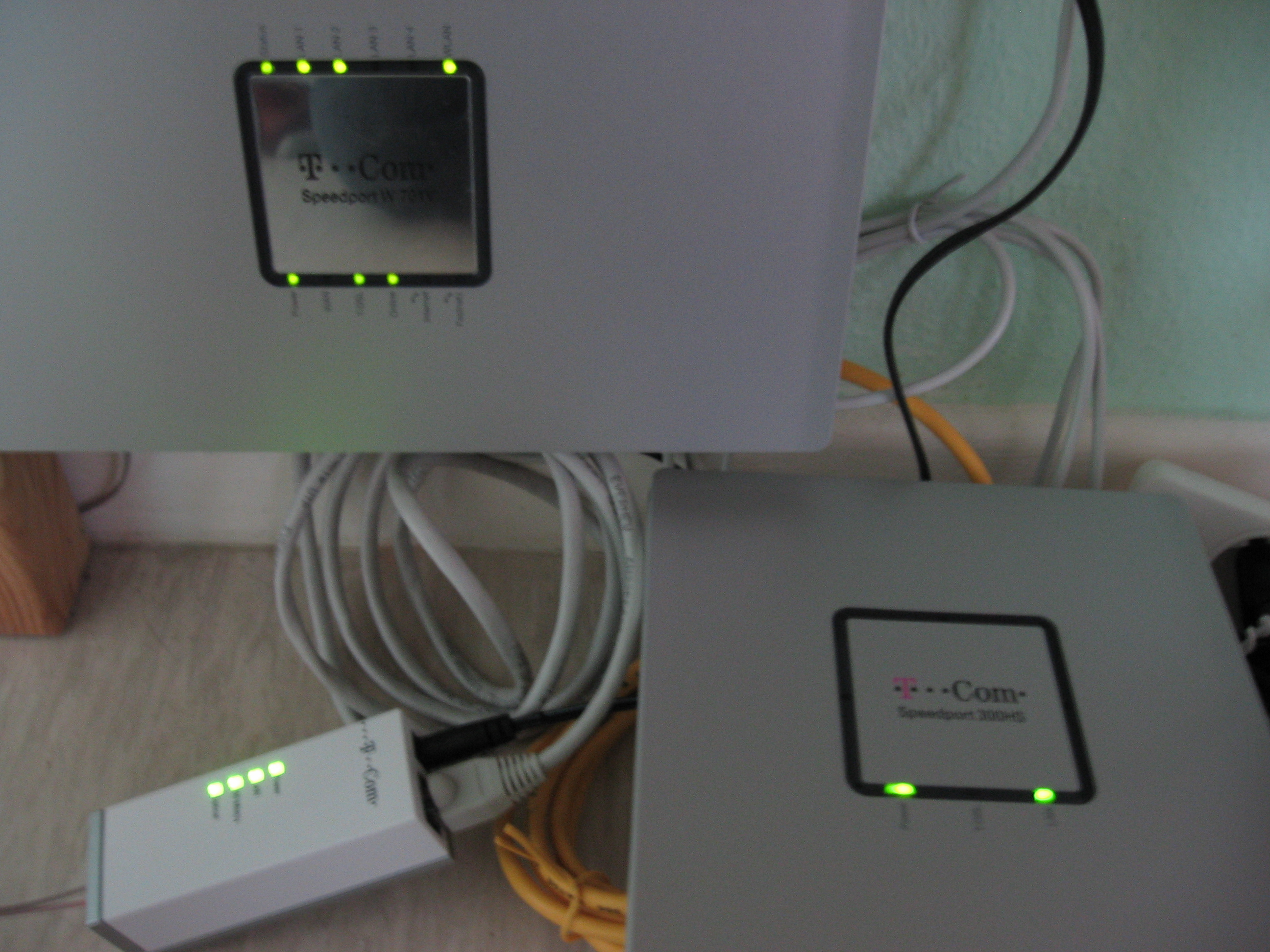
Speedport W 701V, Speedport 300HS und Speedport OptoLAN Pack

Anhand der Modellbezeichnung können die Grundfunktionen des Geräts abgeleitet werden (Sonderfälle: Speedport Entry (2), Speedport Neo, Speedport Hybrid und Speedport Smart), z. B. steht „W“ für WLAN und „V“ für Voice, das heißt, es kann mindestens ein Telefon angeschlossen werden, um über die Festnetzleitung oder bei den Modellen W 503V, W 504V, W 700V, W 701V, W 721V, W 722V, W 723V, W 724V, W 920V, W 921V, W 922V und W 925V über die DSL-Leitung VoIP zu telefonieren bzw. den Speedport als Telefonanlage zu betreiben. Die Modellnummern 1xx sind Router-Zubehörgeräte wie z. B. WLAN-Empfänger, 2xx sind Modems, 3xx bis 9xx sind, aufsteigend benannt, einfache Router bis All-in-one-Geräte mit großem Funktionsumfang. Die Speedport-Reihe 9xx ermöglicht zusätzlich den Anschluss von ISDN-Telefonen oder ISDN-TK-Anlagen. Ab dem W 724V können ISDN-Telefone auch an den Speedport-Modellen ohne internen S0-Bus betrieben werden; dazu dient der Speedport ISDN Adapter. Die zweite Ziffer steht für den unterstützten Leitungstyp: x0x für ADSL-Modelle, x2x für ADSL/VDSL-Modelle (Ausnahme wegen des „Pionierstatus“ 300HS). Die letzte Ziffer gibt die Generation an (höher gleich jünger).
Alle Speedport-Modems und -Router (alle hier aufgeführten Router haben ein eingebautes Modem) beherrschen den ADSL2+-Standard (500er und 501er erst nach Firmware-Update). Soweit nicht anders angegeben, können alle VoIP-fähigen Router auch am Universal-Anschluss (ISDN) als Telefonanlage eingesetzt werden. Dazu wird das Telefonsignal vom NTBA auf die Telefonie-Buchse des Routers weitergeleitet. Mit Ausnahme des Speedport Neo verfügen alle Speedport-Router über 1 bis 3 getrennt konfigurierbare Ports zum Anschluss analoger Telefone, über die dann via VoIP, ISDN oder analoge Leitung telefoniert werden kann – einfache Funktionen einer klassischen Telefonanlage wie Anruflisten oder internes Telefonieren können mit den meisten Geräten genutzt werden. Die Modelle W 722V, W 723V und W 921V ermöglichen einen alternativen Internet-Zugang via Mobilfunknetz über einen am USB-Port anzuschließenden UMTS-Stick. Die Speedport-Modelle Hybrid, Pro und Pro Plus bündeln jeweils einen DSL- und einen LTE-Zugang und enthalten daher sowohl ein VDSL- als auch ein LTE-Modem. Für den Einsatz an FTTH-Zugängen der Telekom („Fiber“) ausgelegt sind für bis zu 200 Mbit/s der Speedport W 921V (als WAN-Router unter Deaktivierung des internen Modems) und die Speedport-Modelle W 724V und W 922V sowie für bis zu 1000 Mbit/s die Speedport-Modelle Smart, Pro, Pro Plus und W 925V (diese verfügen über einen separaten, blau gefärbten WAN-Port).
Folgende Speedport-Geräte wurden bisher produziert:

|   | Modell                        | Bild | Art | Hersteller                                            | T-VoIP | Annex J                   | IPv6 | Mit Speedport ISDN Adapter kompatibel |
| - | ----------------------------- | ---- | --- | ----------------------------------------------------- | ------ | ------------------------- | ---- | ------------------------------------- |
| T | Speedport Entry               |      | Einsteiger-WLAN-Router, der sowohl am Analog- als auch am IP-Anschluss als Telefonanlage betrieben werden kann, WLAN (IEEE 802.11b/g/n bei 2,4 GHz, bis zu 300 Mbit/s) mit 4 LAN-Ports, VoIP-Funktion, ADSL/ADSL2+ bis 16 Mbit/s, TAE-Steckplatz für 1 analoges Endgerät | Arcadyan                                              | ja     | ja                        | nein | nein                                  |
| T | Speedport Entry 2             |      | Einsteiger-WLAN-Router, der nur am IP-Anschluss als Telefonanlage betrieben werden kann, WLAN (IEEE 802.11b/g/n bei 2,4 GHz, bis zu 300 Mbit/s) mit 2 Fast-Ethernet-Ports, VoIP-Funktion, ADSL/ADSL2+/VDSL/VDSL2 inkl. Vectoring bis 100 Mbit/s, TAE-Steckplätze für 2 analoge Endgeräte | Sercomm                                               | ja     | ja                        | ja   | ja                                    |
| T | Speedport NEO                 |      | hochintegrierter WLAN-Router für den IP-Anschluss zum direkten Betrieb in einer Wandsteckdose, als NEO Box im Vertrieb mit beiliegendem Speedphone 10, als Telefonanlage nur am IP-Anschluss und nur für DECT-Telefone nutzbar, WLAN IEEE 802.11b/g/n/ac, im 5-GHz-Band bis zu 867 Mbit/s, mit einem Gigabit-Ethernet-Port, mit Powerline-Funktion nach HomePlug AV2 Standard bis 750 Mbit/s (kompatibel mit Speedport Powerline 101 und devolo dLAN), ADSL/ADSL2+/VDSL/VDSL2 inkl. Vectoring bis 100 Mbit/s, DECT CAT-iq 2.0 Basisstation, WLAN TO GO Unterstützung, fest mit dem Gehäuse verbundenes DSL-Kabel für den IP-basierten Anschluss | Sercomm                                               | ja     | ja                        | ja   | ja                                    |
| T | Speedport ISDN Adapter        |      | ISDN-S0-Adapter zum Anschluss von ein oder zwei ISDN-Endgeräten. Zum Betrieb an Speedport W 724V oder höher. Bindung der IP-basierten Rufnummern an den Adapter erfolgte früher über das Telekom-Telefoniecenter zum Anschluss, mit der aktuellen Firmware erfolgt die Anmeldung automatisch per Tastendruck am Gerät über den Speedport-Router. | Arcadyan                                              | ja     |                           |      |                                       |
| T | Speedport OptoLAN Pack        |      | POF/LAN-Konverter | Infineon                                              |        |                           |      |                                       |
| T | Speedport Powerline 100 (Duo) |      | Powerline-Adapter mit bis zu 200 Mbit/s | LEA                                                   |        |                           |      |                                       |
| T | Speedport Powerline 101 (Duo) |      | Powerline-Adapter mit bis zu 500 Mbit/s (IEEE P1901 kompatibler Atheros Chipsatz) | LEA                                                   |        |                           |      |                                       |
| T | Speedport 100 Panel           |      | Weiße Kunststoffschiene zur gemeinsamen Befestigung von W 700V und 300HS, wurde nur bei Entertain-Paketen in der Anfangszeit mitgeliefert |                                                       |        |                           |      |                                       |
| T | Speedport 100 PCI             |      | PCI-Netzwerkkarte mit Realtek-Chipsatz |                                                       |        |                           |      |                                       |
| T | Speedport W 100 Stick         |      | WLAN-USB-Stick (IEEE 802.11g) |                                                       |        |                           |      |                                       |
| T | Speedport W 100 Card          |      | WLAN-PCMCIA-Karte (IEEE 802.11g) |                                                       |        |                           |      |                                       |
| T | Speedport W 100 Repeater      |      | WLAN-Repeater (IEEE 802.11n, 2,4 GHz), Einrichtung ausschließlich über WPS | Huawei                                                |        |                           |      |                                       |
| T | Speedport W 100 XR            |      | Multifunktionsgerät (Repeater, Accesspoint, WLAN-Client) | Accton/Arcadyan                                       |        |                           |      |                                       |
| T | Speedport W 100 Bridge        |      | WLAN-Bridge (IEEE 802.11a) bestehend aus einem Transceiver A und einem Transceiver B mit jeweils einem LAN-Port. | Ruckus Wireless                                       |        |                           |      |                                       |
| T | Speedport W 101 Bridge        |      | WLAN-Bridge (IEEE 802.11a & IEEE 802.11n) mit integriertem Accesspoint (IEEE 802.11b,g,n) und 2 LAN-Ports – zur Verwendung mit WPS-fähigem Router | AVM                                                   |        |                           |      |                                       |
| T | Speedport W 102 Bridge (Duo)  |      | WLAN-Bridge (5 GHz ähnlich IEEE 802.11a & IEEE 802.11n) bestehend aus zentralem Transceiver (Access Point) und mindestens einem dezentralen Transceiver (Client) mit jeweils 2 LAN-Ports. Access Point und Client waren als Speedport W 102 Bridge Duo oder nur als zusätzlicher Client mit der Bezeichnung Speedport W 102 Bridge lieferbar. Es können bis zu 4 Adapter mit der Basis verbunden werden. | Ayecom Technology                                     |        |                           |      |                                       |
| T | Speed Home Bridge             |      | WLAN-Bridge (5 GHz, IEEE 802.11ac, MU MIMO, bis zu 1733 Mbit/s, Sendeleistung in Abhängigkeit von der Kanalgruppe bis zu 30 dBm) bestehend aus mindestens zwei Bridge-Komponenten mit je einem Ethernetport. Jede Bridge-Komponente lässt sich als Master, Slave oder sogar als Repeater konfigurieren. An einem Master können bis zu fünf Slaves betrieben werden. | Arcadyan Corporation                                  |        |                           |      |                                       |
| T | Speedport W 101 Stick         |      | WLAN-USB-Stick (IEEE 802.11g) mit WPS | Zyxel                                                 |        |                           |      |                                       |
| T | Speedport W 102 Stick         |      | WLAN-USB-Stick (IEEE 802.11n) mit WPS | Accton Technology Corp. (Ralink Chipsatz)             |        |                           |      |                                       |
| T | Speedport 200                 |      | DSL-Modem (Nachfolger des fast baugleichen Teledat 301) DSL-16 tauglich, mit der zuletzt ausgelieferten Firmwareversion 2.00B.28 am Outdoor-DSLAM DPBO-tauglich | Tecom                                                 |        |                           |      |                                       |
| T | Speedport 201                 |      | DSL-Modem (Nachfolger des fast baugleichen Speedport 200) DSL-16 tauglich, unterstützt Outdoor-DSLAM (DPBO tauglich) | Tecom                                                 |        |                           |      |                                       |
| T | Speedport 221                 |      | VDSL2-Modem | Sphairon                                              |        |                           |      |                                       |
| T | Speedport 300                 |      | DSL-Router mit 4 LAN-Ports | Hitachi                                               |        |                           | nein |                                       |
| T | Speedport 300HS               |      | VDSL2-Modem (wie 221, ohne Weiteres allerdings nur als externes Zubehör für die Modelle W 700V, W 701V und W 900V zu verwenden, da LAN-Schnittstelle nur per VLAN mit der ID7(ID7+ID8) angesprochen werden kann) | Sphairon                                              |        |                           |      |                                       |
| T | Speedport W 303V              |      | WLAN-Router (IEEE 802.11n, nur 2,4 GHz) mit VoIP-Funktion (zwei nicht getrennt konfigurierbare analoge Ports) | Arcadyan (Typ A), Hitachi (Typ B)                     | nein   |                           |      |                                       |
| T | Speedport 400P                |      | VPN-Router mit 4 LAN-Ports | Billion                                               |        |                           | nein |                                       |
| T | Speedport 500V                |      | DSL-Router mit VoIP-Funktion (zwei nicht getrennt konfigurierbare analoge Ports, nicht ISDN-fähig) | Hitachi                                               | nein   |                           | nein |                                       |
| T | Speedport W 500               |      | WLAN-Router (IEEE 802.11g) | Siemens/Arcadyan                                      |        |                           | nein |                                       |
| T | Speedport W 500V              |      | WLAN-Router (IEEE 802.11g) mit VoIP-Funktion (ein analoger Port, nicht ISDN-fähig) | Hitachi                                               | nein   |                           | nein |                                       |
| T | Speedport W 501V              |      | WLAN-Router (IEEE 802.11g) mit VoIP-Funktion (nicht ISDN-fähig) | AVM                                                   | nein   |                           | nein |                                       |
| T | Speedport W 502V              |      | WLAN-Router (802.11g) mit VoIP-Funktion | Arcadyan                                              | nein   | nein                      | nein |                                       |
| T | Speedport W 502V              |      | WLAN-Router (802.11g) mit VoIP-Funktion | Arcadyan                                              | nein   | nein                      | nein |                                       |
| T | Speedport W 503V              |      | WLAN-Router (IEEE 802.11n) mit 4 LAN-Ports und VoIP-Funktion | AVM (Typ A), Arcadyan (Typ C)                         | ja     | ja (Typ A) / nein (Typ C) | nein |                                       |
| T | Speedport W 504V              |      | WLAN-Router (IEEE 802.11n) mit 4 LAN-Ports, VoIP-Funktion, USB-Anschluss (2.0) und DECT-Basisstation | Arcadyan                                              | ja     | ja                        | nein |                                       |
| T | Speedport W 700V              |      | WLAN-Router (IEEE 802.11g) mit 4 LAN-Ports und VoIP-Funktion | Siemens/Arcadyan                                      | nein   |                           | nein |                                       |
| T | Speedport W 701V              |      | WLAN-Router (IEEE 802.11g) mit 4 LAN-Ports und VoIP-Funktion | AVM                                                   | ja(*)  |                           | nein |                                       |
| T | Speedport W 720V              |      | WLAN-Router (IEEE 802.11g) mit 4 LAN-Ports, VoIP-Funktion mit 3 analogen Ports und VDSL2-fähigem Modem (kein Vectoring). | Arcadyan                                              | nein   |                           | nein |                                       |
| T | Speedport W 721V              |      | WLAN-Router (IEEE 802.11g) mit 4 LAN-Ports, VoIP-Funktion und VDSL2-fähigem Modem (kein Vectoring) | AVM                                                   | ja(*)  |                           | nein |                                       |
| T | Speedport W 722V              |      | WLAN-Router (IEEE 802.11n mit 2,4 GHz und 5 GHz) mit 4 LAN-Ports, VoIP-Funktion, USB-Anschluss (2.0), WPS und VDSL2-fähigem Modem (kein Vectoring) | AVM (Typ A), Arcadyan (Typ B)                         | ja     |                           | nein |                                       |
| T | Speedport W 723V              |      | WLAN-Router (IEEE 802.11b, IEEE 802.11g und IEEE 802.11n mit 2,4 GHz und 5 GHz) mit 4 LAN-Ports, ADSL/ADSL2+/VDSL/VDSL2 inkl. Vectoring bis 50 Mbit/s, VoIP-Funktion, USB-Anschluss (2.0), zwei analoge a/b-Telefonports, DECT-Basisstation (GAP, CAT-iq 2.0), WPS, UPnP-AV | Huawei (Typ A), Arcadyan (Typ B)                      | ja     | ja                        | ja   | nein                                  |
| T | Speedport W 724V              |      | WLAN-Router (IEEE 802.11b/g/n bei 2,4 GHz sowie IEEE 802.11a/n/ac bei 5 GHz, bis zu 450 Mbit/s bzw. bis zu 1000 Mbit/s) mit 4-Gbit-LAN-Ports, ADSL/ADSL2+/VDSL/VDSL2 inkl. Vectoring bis 100 Mbit/s, FTTH-Anschluss (WAN-Port für externes Modem), VoIP-Funktion, zwei USB2.0-Anschlüsse, DECT-Basisstation (GAP, CAT-iq 2.0), WPS, UPnP-AV, zwei analoge a/b-Telefonports, als Telefonanlage nur am IP-Anschluss nutzbar, WLAN TO GO Unterstützung | Huawei (Typ A), Arcadyan (Typ B), Sercomm (Typ C)     | ja     | ja                        | ja   | ja                                    |
| T | Speedport W 900V              |      | WLAN-Router (IEEE 802.11g) mit 4 LAN-Ports, ADSL2+ bis 16 Mbit/s, VoIP-Funktion, USB-Anschluss (1.1), DECT-Basisstation (GAP, AVM Fritz!Fon-proprietär) und internem S0-Bus | AVM                                                   | ja(*)  |                           | nein | nein                                  |
| T | Speedport W 920V              |      | WLAN-Router (IEEE 802.11n) mit 4 LAN-Ports, VoIP-Funktion, USB-Anschluss (2.0), DECT-Basisstation (GAP, CAT-iq 1.0, AVM Fritz!Fon-proprietär, Teile von Gigaset PN-CAP), internem S0-Bus und VDSL2-fähigem Modem (kein Vectoring) | AVM                                                   | ja     | nein                      | nein | nein                                  |
| T | Speedport W 921V              |      | WLAN-Router (IEEE 802.11n mit 2,4 GHz und 5 GHz) mit 4 GbE-LAN-Ports, ADSL/ADSL2+/VDSL/VDSL2 inkl. Vectoring bis 100 Mbit/s, VoIP-Funktion, 2 USB-Anschlüssen (2.0), DECT-Basisstation (GAP, CAT-iq 2.0), internem S0-Bus, UPnP/DLNA | Arcadyan                                              | ja     | ja                        | ja   | nein (ISDN-Bus schon im Router)       |
| T | Speedport W 922V              |      | WLAN-Router (IEEE 802.11ac und IEEE 802.11 b/g/n mit 2,4 GHz und 5 GHz), 4 GbE-LAN-Ports, ADSL/ADSL2+/VDSL/VDSL2 inkl. Vectoring bis 100 Mbit/s, integrierte ISDN-Schnittstelle (interner S0-Bus), DECT-Basisstation mit CAT-iq 2.0, zwei USB-2.0-Anschlüsse, Klemmleisten für analoge/ISDN-Telefonie, Verschlüsselungsstandards WEP/WPA/WPA2, HD-Voice fähig, als Telefonanlage nur am IP-Anschluss nutzbar, WLAN TO GO Unterstützung | Arcadyan                                              | ja     | ja                        | ja   | ISDN-Bus schon im Router              |
| T | Speedport W 925V              |      | WLAN-Router (IEEE 802.11ac und IEEE 802.11 b/g/n mit 2,4 GHz und 5 GHz), 4 GbE-LAN-Ports, ADSL/ADSL2+/VDSL/VDSL2 inkl. (nur an Hardware-Version 02) Super-Vectoring bis 250 Mbit/s, integrierte ISDN-Schnittstelle (interner S0-Bus), DECT-Basisstation mit CAT-iq 2.0, zwei USB-2.0-Anschlüsse, Klemmleisten für analoge/ISDN-Telefonie, Verschlüsselungsstandards WEP/WPA/WPA2, HD-Voice fähig, als Telefonanlage nur am IP-Anschluss nutzbar (jetzt mit aktualisierter Hardware 02) | Arcadyan                                              | ja     | ja                        | ja   | ISDN-Bus schon im Router              |
| T | Speedport Smart               |      | WLAN-Router mit 4×4 Multi-User MIMO (IEEE 802.11ac und IEEE 802.11 b/g/n mit 2,4 GHz und 5 GHz), 4 GbE-LAN-Ports, ADSL/ADSL2+/VDSL/VDSL2 inkl. Vectoring bis 100 Mbit/s, DECT-Basisstation mit CAT-iq 2.0 (HD-Voice fähig), USB-2.0-Anschluss, NFC-Schnittstelle, Verschlüsselungsstandards WEP/WPA/WPA2, WLAN TO GO Telekom_FON Hotspot, Smart Home Funktionen, als Telefonanlage nur am IP-Anschluss nutzbar | Huawei                                                | ja     | ja                        | ja   | ja                                    |
| T | Speedport Smart 2             |      | Der Router unterstützt Supervectoring ist ansonsten Baugleich zum Speedport Smart. Beide Geräte laufen mit der gleichen Firmware. | Huawei                                                | ja     | ja                        | ja   | ja                                    |
| T | Speedport Smart 3             |      | Der Speedport Smart 3 basiert auf dem Speedport W 925V, hat aber keinen ISDN-Bus und auch keine Klemmen für a/b-Ports. Interner Speicher: 1 GB RAM und 1 GB Flash. Features: VoSIP, Super-Vectoring fähig, fest verbautes Speed Home Wi-Fi Modul. Durch das fest verbaute Speed Home Wi-Fi Modul, entfällt der Kauf eines am Router anzuschließenden Moduls. | Arcadyan                                              | ja     | ja                        | ja   | ja                                    |
| T | Speedport Smart 4             |      | Der Speedport Smart 4 bietet ein SVDSL-(G.fast)-Modem, einen 2,5 GB Ethernet-Port sowie Wi-Fi 6 (IEEE 802.11ax), weitere Features: VoSIP, integrierte DECT CAT-iq 2.0 Basis, ein analoger Telefonport, WPA3, (WireGuard) VPN, Speed Home WLAN Mesh-Basis, ein USB-Port. Durch die integrierte Speed Home WLAN Mesh-Basis entfällt der Kauf einer an den Router anzuschließenden entsprechenden Mesh-Basis-Komponente. | Arcadyan (Typ A) Sagemcom (Typ B) Deutsch Telekom (R) | ja     | ja                        | ja   | ja                                    |
| T | Speedport Smart 4 Plus        |      | Der Speedport Smart 4 Plus bietet neben dem SVDSL (G.fast) Modem einen Glasfaser-Port, einen 2,5 GB Ethernet-Port sowie Wi-Fi 6 (IEEE 802.11ax), weitere Features: VoSIP, integrierte DECT CAT-iq 2.0 Basis, zwei analoge Telefonports (nur mit beiliegendem RJ11 auf zwei Mal TAE-F), WPA3, (WireGuard) VPN, Speed Home WLAN Mesh-Basis, ein USB-Port. Durch die integrierte Speed Home WLAN Mesh-Basis entfällt der Kauf einer an den Router anzuschließenden entsprechenden Mesh-Basis-Komponente. | Arcadyan                                              | ja     | ja                        | ja   | ja                                    |
| T | Speedport Hybrid              |      | WLAN-Router (IEEE 802.11n mit 2,4 GHz und IEEE 802.11ac/n/n+ac mit 5 GHz) mit 4 Gigabit LAN-Ports, VoIP-Funktion, USB-Anschluss (2.0), DECT-Basisstation (GAP, CAT-iq 2.0), VDSL2-Modem (ADSL/ADSL2+/VDSL/VDSL2 inkl. Vectoring bis 100 Mbit/s) und eingebautem LTE-Modem für Frequenzbereiche von 800/1800/2600 MHz, UPnP/DLNA, WLAN TO GO Unterstützung | Huawei                                                | ja     | ja                        | ja   | ja                                    |
| T | Speedport Pro                 |      | LTE mit neuer Frequenz 1500 MHz, Supervectoring, DECT-Basisstation (CAT-iq 2.0). Durch die integrierte Speed Home WLAN Mesh-Basis entfällt der Kauf einer an den Router anzuschließenden entsprechenden Mesh-Basis-Komponente. | Sagemcom                                              | ja     | ja                        | ja   | ISDN-Bus schon im Router              |
| T | Speedport Pro Plus            |      | LTE mit neuer Frequenz 1500 MHz, Supervectoring, DECT-Basisstation (CAT-iq 2.0), Wi-Fi 6. Durch die integrierte Speed Home WLAN Mesh-Basis entfällt der Kauf einer an den Router anzuschließenden entsprechenden Mesh-Basis-Komponente. | Sagemcom                                              | ja     | ja                        | ja   | ISDN-Bus schon im Router              |
| T | Speed Home WiFi               |      | WLAN-Verstärker mit Mesh-Funktion |                                                       |        |                           |      |                                       |

Legende:
Marke bei Markteinführung:    T-Com   ,    T-Home   ,     T    
Fett: Aktuell durch die Telekom vertriebene Modelle.
T-VoIP: Nur die mit „ja“ gekennzeichneten Speedport-Geräte haben eine Betriebserlaubnis zum Betrieb an einem IP-basierten Anschluss der Telekom, da nur dann eine Anwahl einer Notrufnummer auch per VoIP weitergeleitet wird. Technisch gilt das entsprechend für alle rein auf IP bauenden Anschlüsse jedes Anbieters. Andere, in der Regel ältere Geräte haben bei den Notrufnummern einen Zwangs-Rückfall auf das Festnetz, das aber in diesem Fall ja nicht mehr existiert.
(*) Aktuelle Firmware ist nötig.
Annex J: Nur die mit „ja“ gekennzeichneten Speedport-Geräte können ohne Splitter an einem Annex-J-Anschluss der Telekom betrieben werden.

### Congstar
Beim Telekom-Discounter Congstar kamen als Hardware bewährte Geräte der Speedport-Serie zum Einsatz, wobei Gehäuse, grafische Benutzeroberfläche und Handbuch im Congstar-eigenen Design „schwarz mit vielen bunten Farben“ gehalten waren.
Es handelte sich dabei um folgende Geräte:
| Modell                | Typ         | Speedport-Äquivalent     | Zeitraum der Aktualität    |
| --------------------- | ----------- | ------------------------ | -------------------------- |
| congstar DSL Box Zwei | DSL-Modem   | Speedport 200            |                            |
| congstar DSL Box      | WLAN-Router | Speedport W 701V         | Juli 2007 bis Februar 2009 |
| congstar komplett Box | WLAN-Router | Speedport W 503V (Typ A) | Februar 2009 bis 2012      |

### Speedport HSPA und Speedport LTE
Zur Markteinführung des Double-Play-Angebotes Call & Surf via Funk über den neuen Mobilfunkstandard LTE im Jahr 2011 brachte die Deutsche Telekom den Speedport LTE auf den Markt, einen b/g-WLAN-Router mit 4 LAN-Ports und SIM-Kartenslot für die Einwahl in das LTE-Netz mit einem maximalen Downstream von 50 Mbit/s. Dabei handelt es sich um das auf die Telekom gebrandete, aber optisch identische Modell B390s-2 des chinesischen Herstellers Huawei. Dieser Router wird baugleich z. B. auch bei O2 sowie bei Vodafone (Modell B1000) eingesetzt.
Die Speedbox LTE ist mit dem Speedport LTE optisch identisch, verfügt jedoch über erweiterte Leistungsmerkmale. Es wird LTE-Downstream bis zu 100 Mbit/s unterstützt und das WLAN-Modul unterstützt zusätzlich IEEE 802.11n (300 Mbit/s). Außerdem werden damit alle LTE-Frequenzen (800, 1800, 2600) und UMTS und GSM unterstützt, so dass auch ein Fallback möglich ist. Es handelt sich dabei um das Modell B593 von Huawei, das auch von Vodafone unter dem Namen B2000 vertrieben wird.
Für Gebiete ohne LTE- und ADSL-Versorgung gibt es das Modell Speedport HSPA (Huawei B970b), welches das UMTS-Netz verwendet. Mitte Dezember 2012 sind Speedport HSPA und Speedport LTE durch den neuen Speedport LTE II abgelöst worden, der sowohl HSPA als auch LTE beherrscht.

## Speedphone
Unter der Bezeichnung Speedphone vertreibt die Telekom DECT-Telefone zum Betrieb an den Speedport-Modellen mit eingebauter DECT-Basisstation.

## Trivia
- Speedport ist die Zusammenfassung und Fortführung der älteren Baureihen Teledat (Router ohne WLAN, DSL- und Analogmodems) und Sinus 154, 111, 130 (WLAN-Router und -Empfänger).
- Was Design und Funktionsumfang betrifft, ist der Speedport W 500 der einzige in der alten Sinus-Bauweise.
- Bis Mitte 2008 waren alle Produkte mit T-Com gelabelt, alle nachfolgenden mit dem aus dem Entertain-Bereich stammenden T-Home. Einige Geräte waren über den Markenwechsel hinaus im Portfolio, weshalb es die Speedport 200, W 502V, W 700V, W 701V und W 900V mit den Schriftzügen T-Com und T-Home gibt. Aktuellere Firmwareversionen erhielten das Router-Webinterface mit neuem, schwarzem T-Home-Design.
- Die Modelle W 700V und W 701V existierten parallel, ohne sich in Funktionsumfang und Ausstattung nennenswert zu unterscheiden. Das hatte für die Telekom unternehmenspolitische Gründe, um bei diesen Volumenmodellen nicht von einem einzigen Hersteller abhängig zu sein.
- Aus dem gleichen Grund werden aktuelle „Schwestermodelle“ ggf. nach Typen (Typ A/B)unterschieden, haben aber die gleiche Modellbezeichnung. Es gibt nicht immer alle Typen im freien Handel. So existierte z. B. der W 502V Typ B nur als Vorserienmodell.
- Der W 720V ist eine Besonderheit: Während der parallel erhältliche W 721V mit dem W 700V/W 701V weitgehend baugleich war, war der W 720V erheblich größer, hatte als einziger Speedport-Router drei analoge Ports und wurde nur in einer geringen Stückzahl produziert.
- Anhand der Seriennummern kann der Hersteller leicht ermittelt werden:
  - Arcadyan: reines Zahlenformat, 6- oder 7-stellig – 123456 oder 1234567
  - AVM: gleiches Schema wie bei den FRITZ!Boxen – X245.105.00.252.487
  - Hitachi: Eine Zahl 6 oder 7, gefolgt von einem Buchstaben (meistens J) oder nur der Buchstabe und weitere Zahlen – 6J123456 oder J1442344
- Lediglich die Eumex 300 IP und die Eumex 800 V bieten drei oder mehr analoge Ports, gelten aufgrund ihres Funktionsumfangs und der Produktplatzierung aber als Telefonanlage (beide sind nicht T-VoIP-fähig) mit integriertem ADSL-Modem und LAN-Routerfunktionen.
- Mit Telekom Entertain können nur die Modelle W 503V, W 504V, W 7xxV, W 9xxV, NEO, Smart, Hybrid und Entry 2 genutzt werden. Bei den Modellen W 700V, W 701V und W 900V war der Media-Receiver zeitweilig nur an den LAN-Ports 3 und 4 betriebsfähig, da zunächst nur diese das für den Multicast-TV-Stream benötigte QoS unterstützten. Mit der jeweils aktuellen Firmware ist diese Einschränkung aber behoben. Diese drei Modelle können auch an einem VDSL-Anschluss betrieben werden, wenn an ihren LAN-1-Port das Erweiterungsmodem Speedport 300 HS angeschlossen und am Router auf der Rück- bzw. Unterseite das interne Modem mittels mechanischem Schalter abgeschaltet wird.
- Da die OEM-Hersteller nicht nur die Telekom beliefern, existieren diverse baugleiche Versionen zu den Speedport-Modellen. So z. B. der bei Lidl angebotene Targa WR500 VoIP (Speedport W 500V), der Siemens Gigaset Optical LAN Adapter Duo (Speedport OptoLAN Pack) oder der Siemens Gigaset WLAN Repeater 108 (Speedport W 100 XR)[16] und (mit anderem Gehäuse) der SMC Wireless Ethernet Bridge SMCWEBT-G (Speedport W 100 XR).[17]

## Marktstrategien der Telekom
Seit einigen Jahren werden die Speedport-Modelle nicht mehr von der Telekom subventioniert an die Kunden abgegeben, sondern verkauft oder vermietet. Die Mietpreise sind von monatlich 1,49 Euro im Jahr 2008 auf 4,95 bis zu 9,95 Euro pro Monat im Jahr 2016 (modellabhängig) angehoben worden, was bei einer Lebensdauer von drei Jahren Mietkosten von z. B. bis zu 360 Euro gegenüber einem Kaufpreis von 400 Euro ergibt. Beworben wird das Mietmodell mit dem langfristigen Support und Austausch gegenüber der zweijährigen Kaufgarantie. Seit der Umstellung von Analog- oder ISDN-Festnetzanschlüssen auf IP wird den Telekom-Kunden der Anschluss von Speedport-Modellen empfohlen. Als Hauptgrund wird die Kompatibilität zur Telefonie am IP-basierten Anschluss angegeben. Modelle anderer Hersteller können auch genutzt werden, allerdings übernimmt die Telekom dafür keine Funktions- und Kompatibilitätsgarantie. Für die von der Telekom ebenfalls vertriebenen Fritzbox 7490 und 7590 wird begrenzter Support (Ersteinrichtung und Grundfunktionen) erfüllt.

## Notrufe
Notrufe (110, 112) werden bei den alten Telekom-Modellen am analogen Telefonanschluss automatisch über das Festnetz weitergeleitet. An IP-Telefonieanschlüssen (VoIP) der Telekom sind Verbindungen zu den Notrufnummern 110 und 112 vom individuellen Internetzugang des Anschlussinhabers möglich. Die Notrufabfragestelle kann aufgrund der übermittelten Rufnummer des Anrufers Angaben zum Anrufer-Standort ermitteln. Entsprechende Verbindungen bei Einwahl mit den eigenen Zugangsdaten von anderen Anschlüssen der Telekom sind möglich, jedoch kann die Notrufstelle dann nicht den Standort des Anrufers bestimmen.

## Modifikationen bei AVM-Produkten
Alle von AVM hergestellten Speedports sind Derivate der Fritzbox-Modelle 7170, 7270 und 7390 mit hinzugefügten oder entfernten Funktionen. Daher kann bei einigen Modellen unter Zuhilfenahme von speed2fritz oder freetz eine Fritz!Box-Firmware an Stelle der originalen T-Home/T-Com-Firmware installiert werden. Eine Besonderheit stellt der Speedport W 920V dar. Da dieser bis auf das Gehäuse nahezu baugleich mit der FRITZ!Box Fon WLAN 7570 vDSL ist, lässt sich per FTP die originale Firmware von AVM aufspielen. Derzeit gibt es eine deutsche Version oder eine internationale Version der 7570-Firmware, die einfach geflasht werden kann. Beim Flashen mit einer 7570-Firmware gehen außer der Telekom-spezifischen Funktion „Easy Support“, mit der der Kundenservice der Telekom auf den Router zugreifen, ihn auslesen oder die Software aktualisieren kann, keine Leistungsmerkmale verloren. Stattdessen werden zahlreiche Komfortfunktionen hinzugefügt, die nur bei einer echten FRITZ!Box zu finden sind, z. B. interner Faxempfang, Unterstützung für SIP-Telefone und Kompatibilität zu Standards außerhalb Deutschlands.

## Modifikationen bei Speedports, die keine AVM-OEM-Produkte sind
Für Speedport W 500V und Targa WR500 VoIP gibt es eine freie, alternative Firmware mit erweitertem Funktionsumfang (u. a. SSH- und VPN-Support, Linux-basiert) als SourceForge-Projekt namens bitswitcher. Weiter ist eine Version vom OpenWRT-Projekt verfügbar.

## Kritik
Aktuelle Modelle des Speedports und besonders die Hybridmodelle stehen in den letzten Jahren immer wieder in der Kritik da sie einige Grundfunktionen, die von anderen Herstellern seit Jahren Standard sind nicht unterstützen oder softwareseitig blockiert sind. So unterstützt das aktuelle Topmodell der Speedport Pro Plus keine IP Telefone und blockiert auch die Portweiterleitung der Ports 5060 und 5061 die für externe TK-Anlagen und DECT Access Points nötig sind. Auch lässt sich das Topmodell nicht in einen Modem Modus schalten, um diese Probleme zu umgehen.

## Sicherheitslücken
Am 25. April 2012 wurden Sicherheitslücken bei den Arcadyan-Speedports bekannt. Diese erlaubten es Eindringlingen, ohne großen Aufwand dank der WPS-Funktion in das WLAN einzudringen. Im Mai 2012 veröffentlichte die Telekom eine neue Firmware für alle betroffenen Router, mit der das Problem behoben wurde.
Am 27. November 2016 erfolgte von einem Mirai-Botnetz ein weltweiter Angriff auf eine Sicherheitslücke von Routern, bei denen einige Hersteller TR-064-Befehle auf dem Port 7547 des TR-069-Protokoll ermöglichten. Infolgedessen fielen etwa 900.000 Speedport-Router des taiwanischen Herstellers Arcadyan aus, die für die Lücke nicht anfällig waren, jedoch zum Absturz gebracht wurden. Die Telekom sperrte als erste Maßnahme den betroffenen Port und spielte am nächsten Tag ein Firmwareupdate auf, das die Absturzursache behob.

## Stromverbrauch
Mit zunehmender Datenrate hat auch der Stromverbrauch der WLAN-Router zugenommen und liegt im Bereich von 10 Watt permanenter Leistungsaufnahme. Einige Modelle wie der Speedport W 504V verfügen über eine Zeitschaltuhr, mit der der WLAN-Teil abgeschaltet werden kann, wenn er nicht benötigt wird – zum Beispiel in der Nacht.
Neuere Modelle ab Speedport Smart bzw. W925V besitzen deshalb eine optionale Stromsparfunktion, die im Normalbetrieb nach 5 Minuten die LED-Anzeigen auf eine Einzelleuchte reduziert, ohne Auswirkungen auf die Funktionalität. Diese Funktion kann über das Konfigurationsmenü de-/aktiviert werden.